# Faïencerie de Gien
Pour les articles homonymes, voir Gien (homonymie).
La faïencerie de Gien ou les faïenceries de Gien (selon son appellation officielle en 2021) sont une entreprise de fabrication de faïence fine située dans la ville française de Gien dans le département du Loiret et la région Centre-Val de Loire.
Parmi les nombreuses faïenceries nées au XIXe siècle, celle de Gien est l'une des plus renommées et la plus importante d'Europe.
La manufacture de Gien a excellé dans l'art de l'imitation, et fabriqua des copies de pièces du passé à un prix accessible. Des pièces uniques furent également créées avec le concours d'artistes de talent qui les illustrèrent de nouveaux décors ou s'inspirèrent de ceux des siècles passés (XVIIe et XVIIIe siècles) ou de ceux d'autres faïenceries européennes et d'Extrême-Orient.

## Histoire

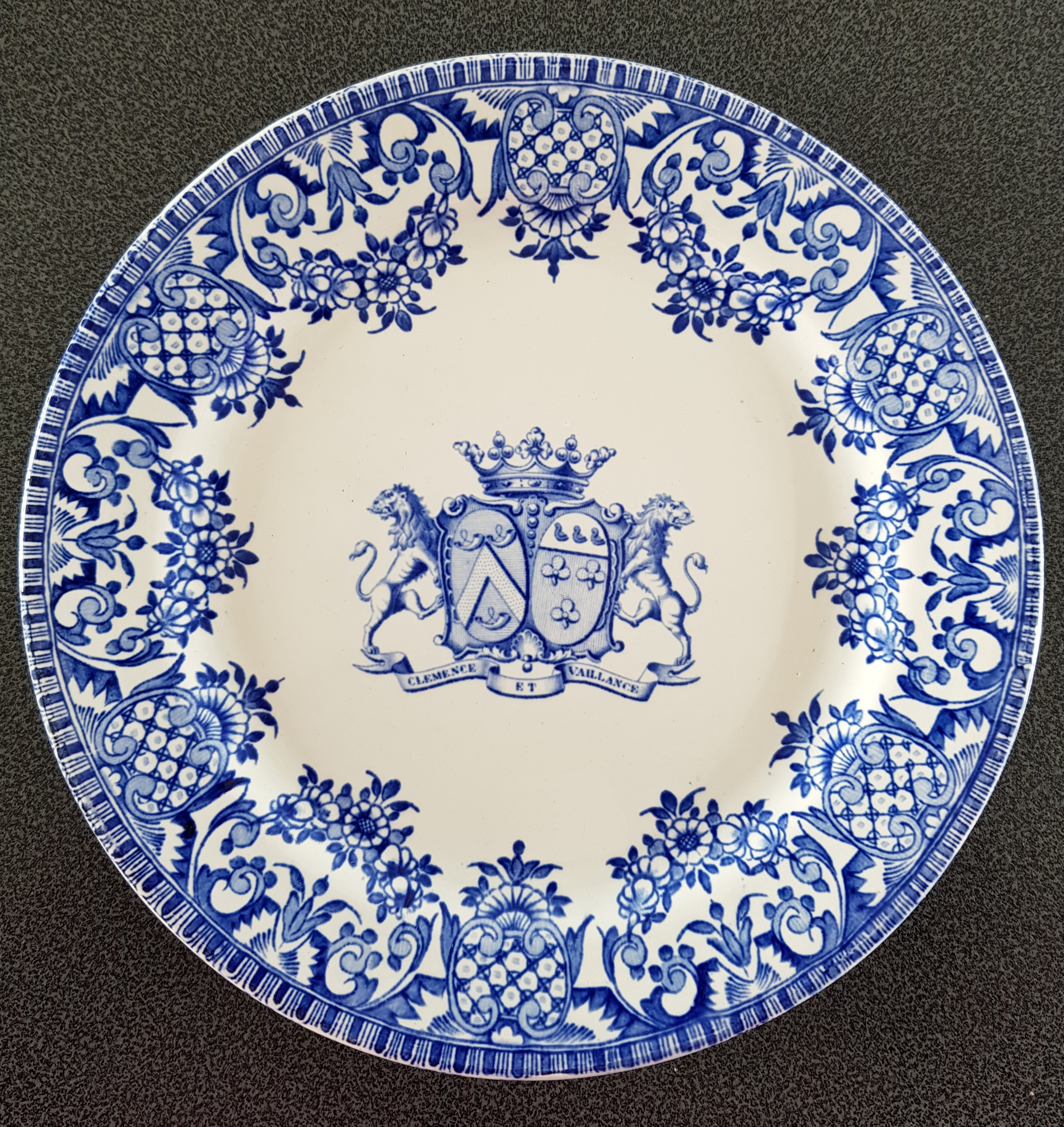
Exemple de service de table réalisé en 1834 pour le mariage Saguez de Breuvery - Le Clément de Taintégnies.

C'est en 1821que l'industriel anglais Thomas Edme Hulm, dit « Hall » comme son père, après avoir cédé la manufacture de Montereau gérée par sa famille depuis 1774, acquiert les terrains et immeubles de l'ancien couvent des Minimes de Gien pour y installer une nouvelle manufacture de faïence, façon anglaise, appelée par la suite à une renommée mondiale.

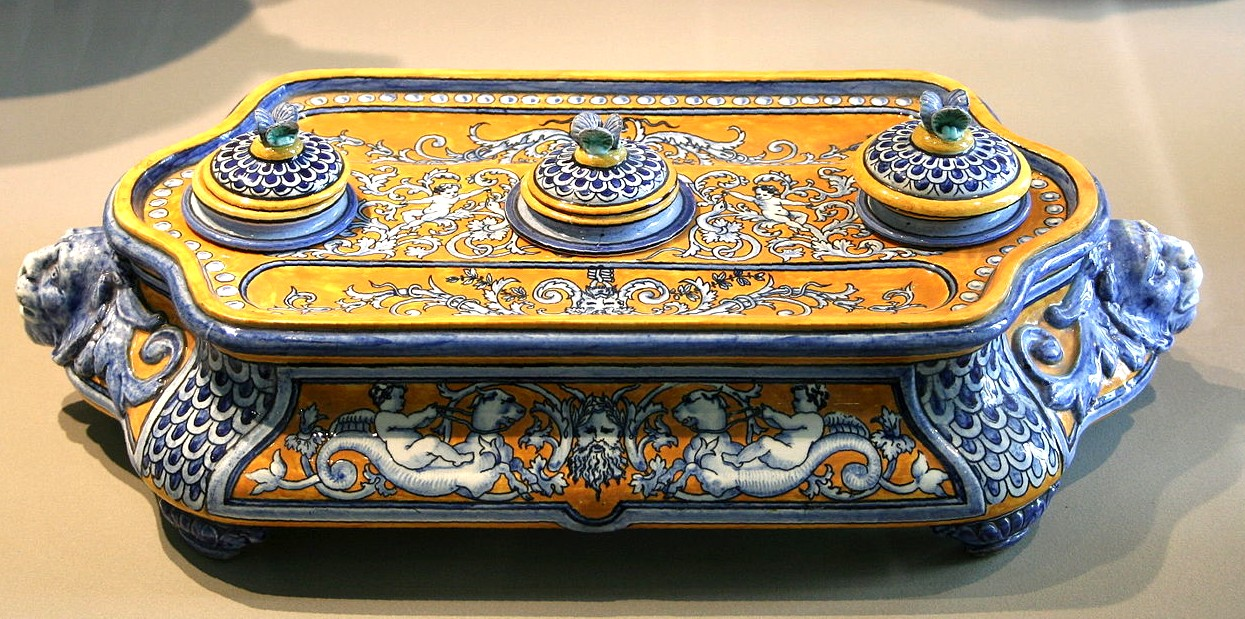
Encrier en faïence de Gien, fabrique Geoffroy-Guèrin, 1871 exposé au musée de la Faïence de Marseille.

La société connaît des difficultés financières très rapidement et change de fait plusieurs fois de mains dans la période 1826-1862. Cependant, en 1842, la société alors appelée « Guyon, de Boulen & Cie », reprend son concurrent local, la faïencerie de Briare, en déconfiture, avant d'en perdre le contrôle un an plus tard. Elle devient « Geoffroy, Guérin & Cie », est dirigée par Gustave Charles Gondouin, et emploie alors cinq cents ouvriers. Entre 1864 et 1866, le besoin d'argent frais se fait sentir — notamment du fait des dégâts causés par la grande crue de la Loire de 1866 — et provoque l'arrivée d'un nouvel apporteur de capitaux, Jean-Félix Bapterosses, récent repreneur de l'ancienne faïencerie de Briare devenue depuis lors les émaux de Briare. La société prend finalement le nom de « Faïencerie de Gien » en 1875 à l'occasion de sa transformation en société anonyme, dont le premier président du conseil d'administration fut Jean-Félix Bapterosses. Ses descendants gardèrent le contrôle de la fabrique jusqu'en 1983 ; Xavier Chodron de Courcel fut le dernier descendant à en être président-directeur général.

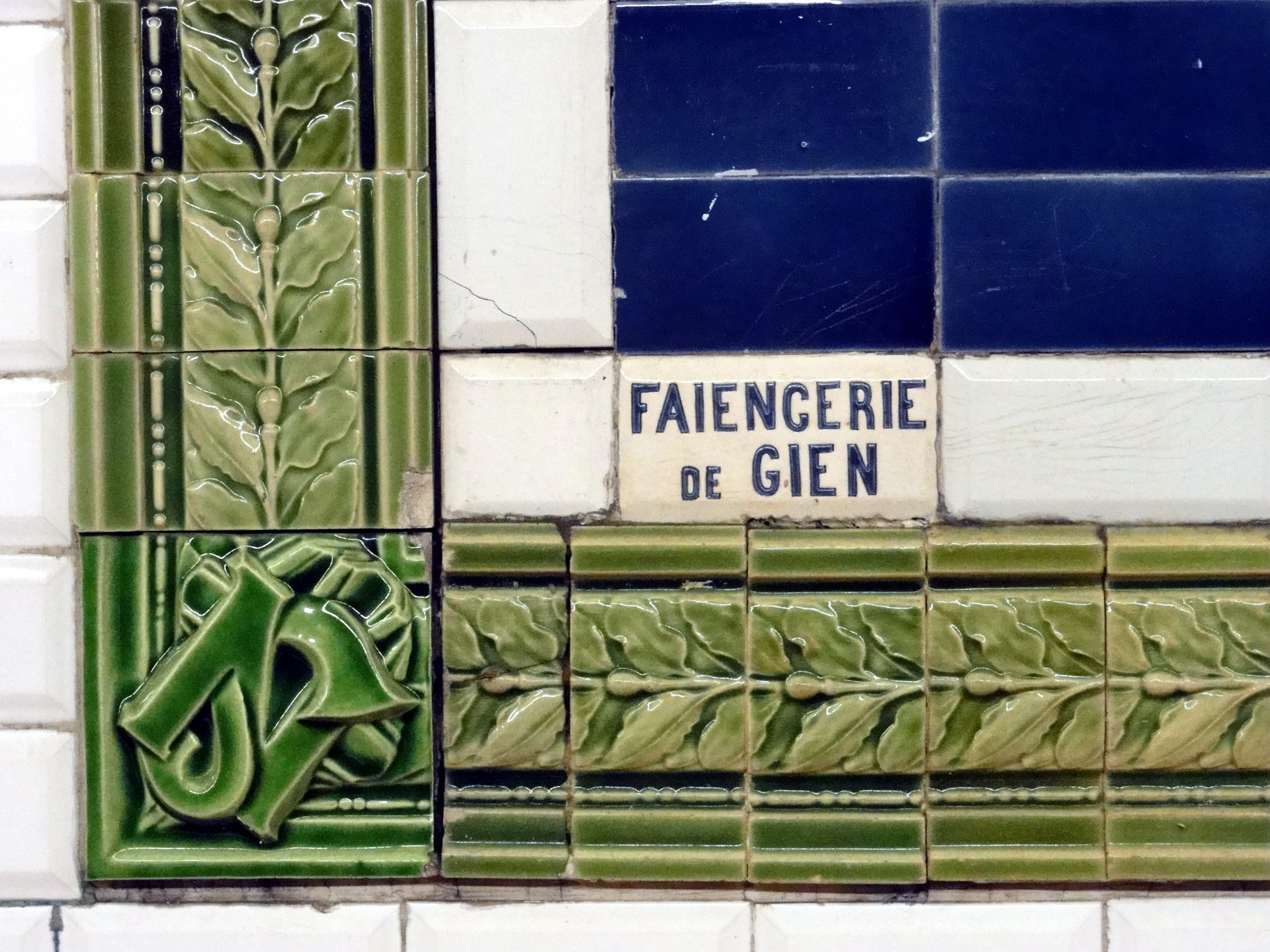
Les carreaux de faïences de Gien ont servi à la décoration des stations du métro de Paris comme ici à la station « Porte de Clichy ».

La production s'est d'abord intéressée à la vaisselle utilitaire puis elle s’est orientée vers la fabrication de services de table, de pièces décoratives et de services aux armes des grandes familles. L'importante production de lampes à pétrole ou à huile est une spécificité de Gien. En 1882, la société se lance parallèlement dans la fabrication de carreaux de revêtement en céramique. Elle obtient notamment le marché du métropolitain parisien en 1906 (les fameux carreaux biseautés métro 7,5 × 15 cm). La production de carreaux de revêtement est arrêtée vers 1980.
Les faïenciers de Gien ont développé la technique des émaux cernés , née à Longwy en Lorraine, vers 1870.
L'apogée de la production des faïenciers de Gien se situa entre 1855 et 1900 et de nombreuses récompenses leur furent décernées lors des grandes expositions internationales, comme en 1855, 1867, 1878, 1889 et 1900.
En décembre 1983, l'entreprise dépose le bilan. C'est Pierre Jeufroy qui reprend l'activité en 1984 avec 108 salariés, aidé par son épouse, nommée directrice artistique. Des mesures drastiques sont alors prises. La surface de production est divisée par deux et les produits non rentables retirés du catalogue. La production se recentre sur le haut de gamme. Des décors de vaisselle font leur apparition. La faïencerie fait appel à des artistes afin d'élaborer une nouvelle gamme.
En 2002, la faïencerie de Gien est cédée à Louis Grandchamp des Raux  qui dirige l'entreprise jusqu'en mai 2014. Gien Finance, holding propriétaire de la faïencerie est placé en redressement judiciaire en février 2014. Celle-ci est reprise en mai 2014 par Yves de Talhouët et quelques associés, en préservant 150 emplois.

Exemples de « marques » figurant sur les produits de la faïencerie
Une des anciennes marques des faïences de Gien, utilisée à partir de 1984[11].
Marque jusqu’en 2014.

## Décors

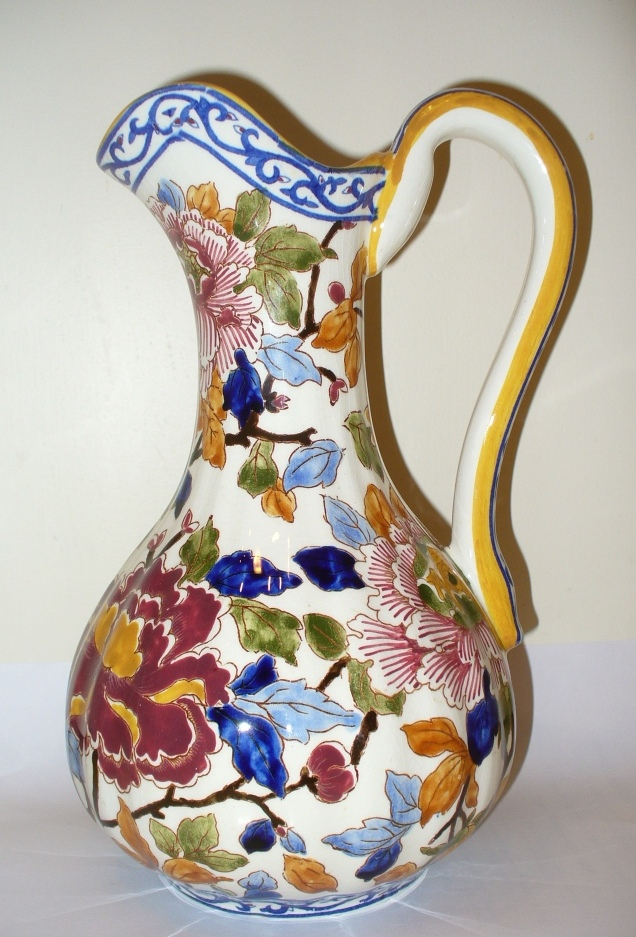
Faïence de Gien.

Parmi les plus fameuses inspirations, on compte de nombreux décors :
- ceux dits « de Gien » à fond brun noir ou bleu, majoliques à décor « Renaissance italienne » avec ses rinceaux, ses amours et ses chimères, etc. s'inspirant notamment des productions de Faenza, Urbino ou encore Savone ;
- ceux dits « à façon », s'inspirant des porcelaines de Saxe, sous forme de décors floraux, d'attributs musicaux, d'amours ou d'angelots finement dessinés évoluant dans des médaillons feuillagés, dans un camaïeu de rose ou de pourpre mais aussi de bleu lavande rehaussé de parme ;
- ceux dits « à la corne », « de lambrequins » et « de ferronneries », s'inspirant des productions des faïenceries de Rouen au XVIIIe siècle ;
- les paysages champêtres ou maritimes, s'inspirant des faïenceries de Marseille ;
- La porcelaine dite « anglaise » s'inspirant des faïences de Wedgwood, sous forme de modèles au ton de blanc bleuté et de bleu mauve ;
- les camaïeux bleus et blancs, s'inspirant des faïenceries de  sur le thème des grosses fleurs épanouies, paons, branchages, ou scènes chinoises ;
- les fastueuses polychromies venues d'Extrême-Orient ;
- Jean Bertholle dans les années 1950 renouvela les décors proposés.

## Les pièces recherchées par les collectionneurs
Les pièces recherchées par les collectionneurs sont :
- les pièces aux décors italianisants ;
- les barbotines colorées impressionnistes de la fin du XIXe siècle signées Dominique Grenet, Clair Guyot, Eugène Petit, Félix Lafond, Jean Cachier, Paul Jusselin, ou Ulysse Bertrand ;
- les barbotines colorées contemporaines de Claire Basler[12], Florence Lemichez[13] ;
- les barbotines en trompe-l'œil de Christine Viennet[14] (à la façon de Bernard Palissy) ;
- les grandes pièces décoratives, comme les lampes, les pendules, les luminaires ;
- les pièces des décorateurs les plus célèbres, tels : Benoist, Blay, Ulysse Bertrand, Brim, Gondoin, Paul Jusselin, Manuel Cargaleiro, Pierre Maitre.

## Musée de la faïencerie

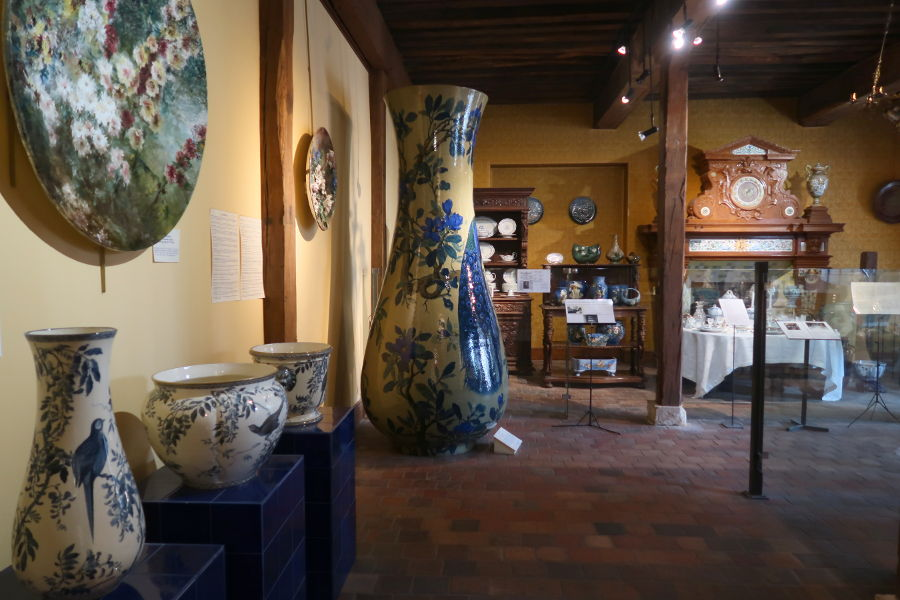
Vue d'une salle du musée de la faïencerie de Gien.

L'entreprise possède un musée situé dans l'enceinte même de la faïencerie. On peut y admirer une collection de pièces de faïence fine réalisées par la manufacture entre 1820 et 1920, ainsi que la reconstitution d'une salle à manger datant du XIXe siècle. Le musée, composé de trois salles, est le 12e équipement le plus visité du Loiret, avec 16 525 visiteurs en 2007.